# Susan Woodstra
Susan Jean "Sue" Woodstra, född 21 maj 1957 i San Bernardino i Kalifornien, är en amerikansk före detta volleybollspelare.
Hon blev olympisk silvermedaljör i volleyboll vid sommarspelen 1984 i Los Angeles.